# 杉谷古墳群
杉谷古墳群（すぎたにこふんぐん）は、富山県富山市杉谷にある古墳群。史跡指定はされていない。

## 概要
富山県中央部、富山平野を東西に二分する呉羽丘陵から発達する、杉谷丘陵の縁辺部に営造された古墳時代初頭頃の古墳群である。前方後方墳1基（一番塚）・四隅突出墳1基（4号墳）・円墳1基（三番塚）・方墳または長方墳7基・不明1基の計11基から構成される。現在は富山大学杉谷キャンパス（旧富山医科薬科大学）を取り巻く位置に分布し、これまでに測量・発掘調査が実施されている。
古墳群のうち特に4号墳は、方墳の四隅が舌状に突出する四隅突出墳（四隅突出型墳丘墓/四隅突出型方墳）という特異な形状として注目され、四隅突出墳としては最大級の規模になる。四隅突出墳は山陰地方の島根県を中心に分布する弥生時代-古墳時代初頭の墓制であるが、北陸地方でも18基（福井県6基、石川県2基、富山県10基）が確認され、いずれも外表施設に貼石を持たない点で山陰地方とは異なる特徴を示しており、日本海文化圏の実態を考察するうえで重要な資料になる。関連して5号墳と4号墳の間（大学への進入路）の杉谷A遺跡では、古墳時代初頭の方形周溝墓17基・円形周溝墓1基・土壙2基などの墳墓群が確認されているが、杉谷古墳群はその上位の首長墓群と想定され、当時の首長系譜を考察するうえで重要視される古墳群になる

## 遺跡歴
- 『越中志徴』に「糠塚」の記述[2]。
- 1950年（昭和25年）、「富山県石器時代遺跡地名表」に縄文遺跡として登録[2]。
- 1973年度（昭和48年度）、一-三番塚・4-6号墳の発掘調査、7号墳の発見・発掘調査（富山市教育委員会、1974年に概報刊行）[2]。
- 1974年度（昭和49年度）、富山医科薬科大学建設に伴う杉谷A遺跡の発掘調査。周溝墓群の発見（富山市教育委員会、1975年に報告書刊行）[2]。
- 1975年（昭和50年）、富山医科薬科大学設置（2005年に富山大学に統合）。
- 1983年度（昭和58年度）、一・二番塚・8-10号墳の測量・発掘調査、4号墳の測量調査（富山市教育委員会、1984年に報告書刊行）[2]。
- 2010-2011年度（平成22-23年度）、6号墳の発掘調査（計2次、富山大学人文学部考古学研究室、2012・2013年に報告書刊行）。
- 2012-2017年度（平成24-29年度）、4・7号墳の発掘調査（計6次：7号墳は2017年度のみ、富山大学人文学部考古学研究室、2014-2019年に報告書刊行）。
- 2018-2019年度（平成30-令和元年度）、一番塚の測量・発掘調査（富山大学人文学部考古学研究室、2020・2021年に報告書刊行）。

## 一覧

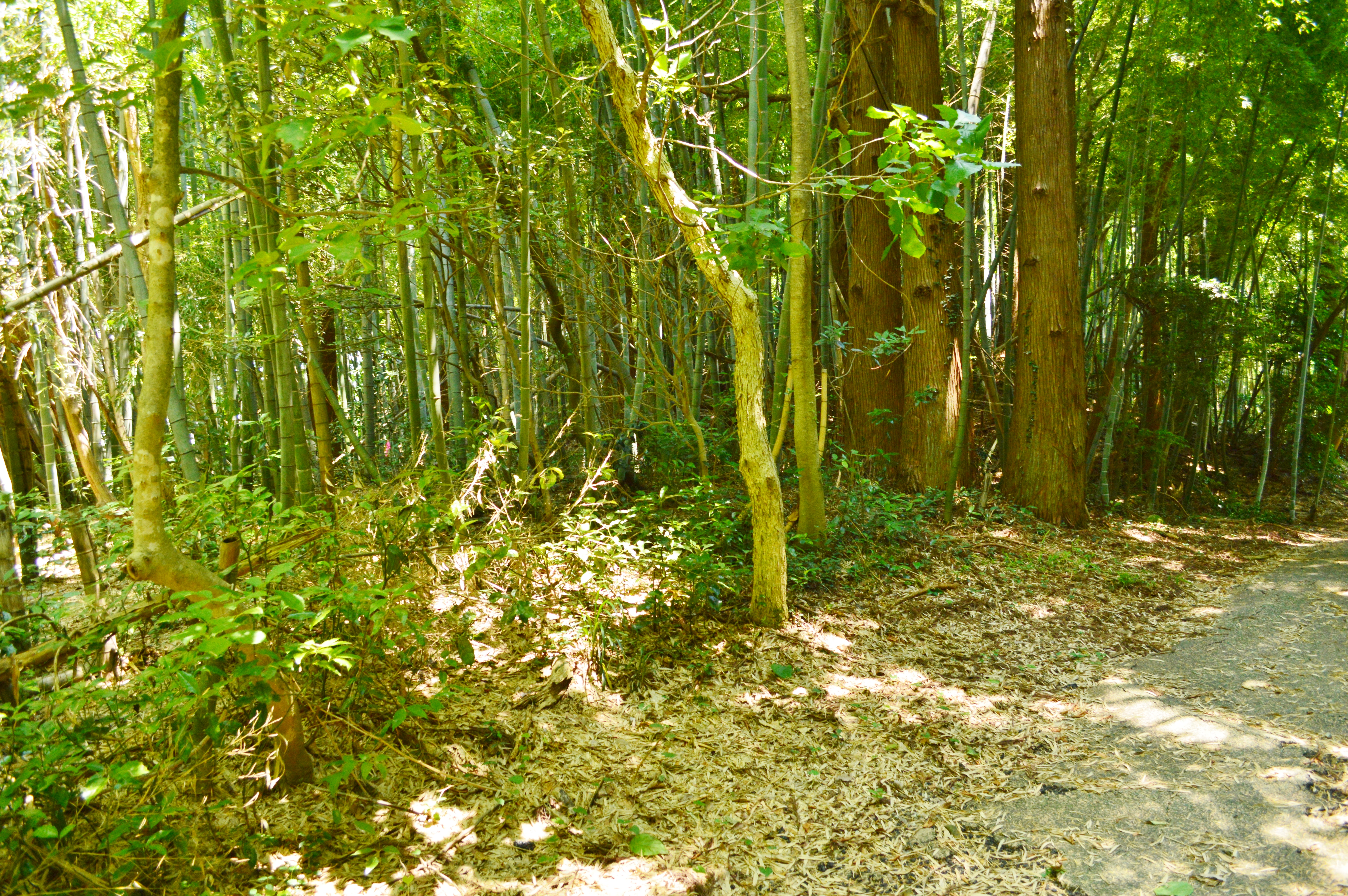
一番塚古墳

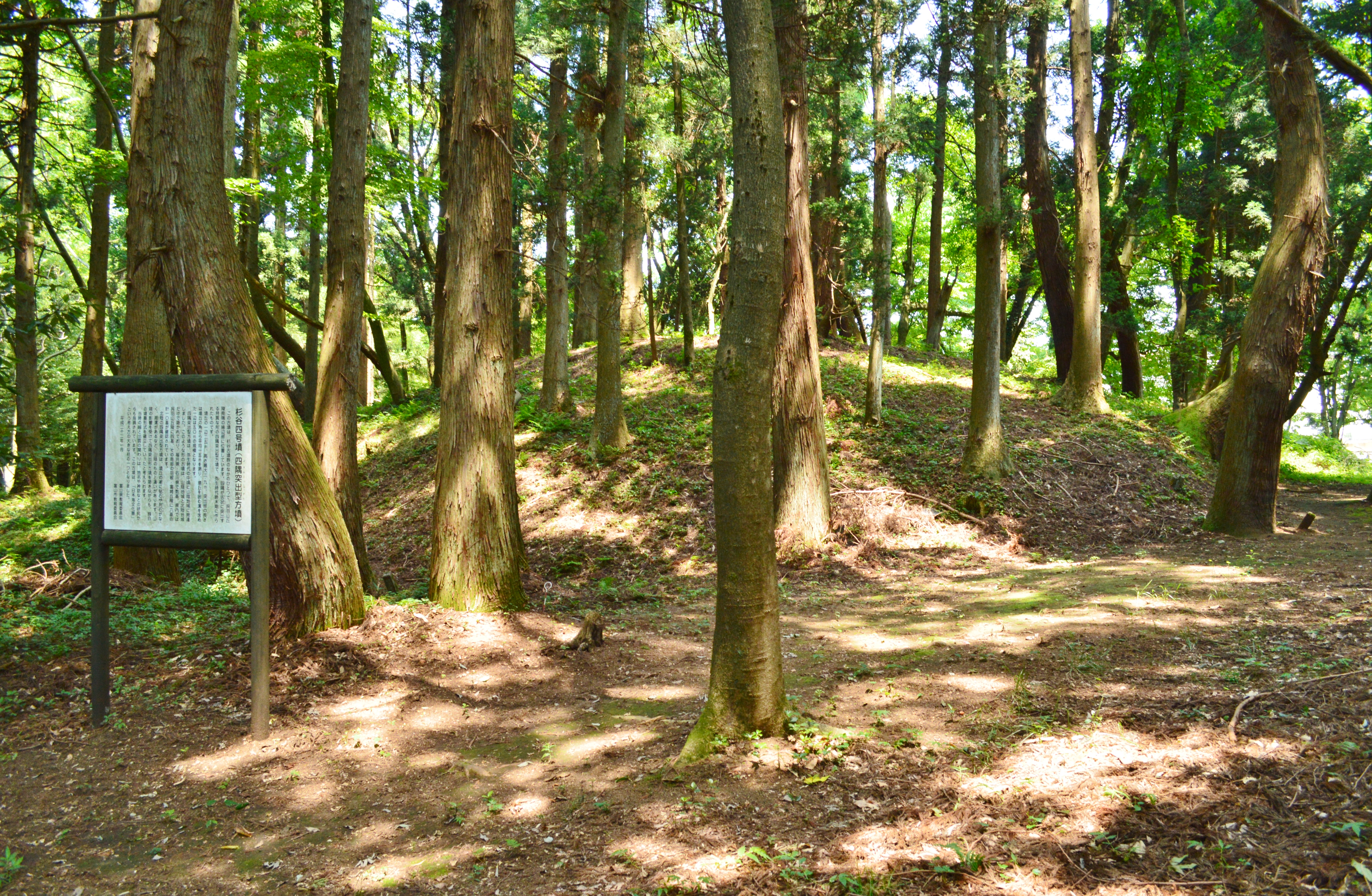
4号墳

| 古墳名         | 座標                                    | 形状       | 規模                                          | 調査                                                          |
| -------------- | --------------------------------------- | ---------- | --------------------------------------------- | ------------------------------------------------------------- |
| 一番塚古墳     | 北緯36度40分44.75秒 東経137度8分40.28秒 | 前方後方墳 | 墳丘長41.5m （56m）                           | 1973年度：発掘 1983年度：測量・発掘 2018-2019年度：測量・発掘 |
| 二番塚古墳     | 北緯36度40分48.50秒 東経137度8分43.60秒 | 方墳       | 一辺18m                                       | 1973年度：発掘 1983年度：測量・発掘                           |
| 三番塚古墳     | 北緯36度40分51.55秒 東経137度8分44.40秒 | 円墳       | 直径25m                                       | 1973年度：発掘                                                |
| 4号墳 （糠塚） | 北緯36度40分40.78秒 東経137度8分20.13秒 | 四隅突出墳 | 一辺48m （突出部含む） 一辺25m （方丘部のみ） | 1973年度：発掘 1983年度：測量 2012-2017年度：発掘             |
| 5号墳          | 北緯36度40分39.25秒 東経137度8分28.90秒 | 方墳       | 15m×13m                                       | 1973年度：発掘                                                |
| 6号墳          | 北緯36度40分45.18秒 東経137度8分16.52秒 | 長方墳     | 49.5m×28m                                     | 1973年度：発掘 2010-2011年度：測量・発掘                      |
| 7号墳          | 北緯36度40分39.15秒 東経137度8分21.40秒 | 方墳か     | 13m×10m                                       | 1973年度：発掘 2017年度：発掘                                 |
| 8号墳          | 北緯36度40分50.33秒 東経137度8分47.08秒 | 長方墳     | 35m×30m                                       | 1983年度：測量・発掘                                          |
| 9号墳          | 北緯36度40分52.13秒 東経137度8分48.40秒 | 長方墳     | 28m×20m                                       | 1983年度：測量・発掘                                          |
| 10号墳         | 北緯36度40分51.35秒 東経137度8分48.33秒 | 長方墳     | 20m×17m                                       | 1983年度：測量・発掘                                          |
| （仮称）11号墳 | 北緯36度40分53.55秒 東経137度8分48.90秒 | 不明       | 不明                                          | 1983年度：発掘                                                |

## 関連文献
（記事執筆に使用していない関連文献）
- 『富山市杉谷地内埋蔵文化財予備調査報告書』富山市教育委員会、1974年。
- 『富山市杉谷（A・G・H）遺跡発掘調査報告書』富山市教育委員会、1975年。
- 『富山市呉羽丘陵古墳分布調査報告書』富山市教育委員会、1984年。